# Rak fingersvamp
Rak fingersvamp (Ramaria stricta) är en svampart som först beskrevs av Christiaan Hendrik Persoon, och fick sitt nu gällande namn av Lucien Quélet 1888. Enligt Catalogue of Life ingår Rak fingersvamp i släktet Ramaria,  och familjen Gomphaceae, men enligt Dyntaxa är familjetillhörigheten osäker och den listas under  Gomphales, genera incerate sedis Arten är reproducerande i Sverige. En underart finns: concolor.